# سباستيان مويانو
سباستيان مويانو (بالإسبانية: Sebastián Moyano) (26 أغسطس 1990 في الأرجنتين - ) هو لاعب كرة قدم أرجنتيني في مركز حراسة المرمى. لعب مع غودوي كروز.

## وصلات خارجية
- سباستيان مويانو على موقع قاعدة بيانات كرة القدم.إي يو (الإنجليزية)
- سباستيان مويانو على موقع Soccerway.com (الإنجليزية)